# Флаг США
Флаг Соединённых Шта́тов Америки — государственный флаг США, известный также как Звёздно-полосатый флаг (англ. Stars and Stripes), является официальным государственным символом США (наряду с Большой печатью и гимном).
Представляет собой прямоугольное полотнище с горизонтальными равновеликими чередующимися семью красными и шестью белыми полосами. В крыже тёмно-синего цвета — 50 пятиконечных белых звёзд. 13 полос символизируют 13 британских колоний, которые образовали независимое государство (Делавэр, Пенсильвания, Нью-Джерси, Джорджия, Коннектикут, Массачусетс, Мэриленд, Южная Каролина, Нью-Гэмпшир, Виргиния, Нью-Йорк, Северная Каролина, Род-Айленд). Синий крыж символизирует Союз. Число звёзд в синем крыже соответствует числу штатов (в настоящее время их 50). Красный цвет олицетворяет выносливость и доблесть; тёмно-синий — усердие, справедливость, бдительность; белый — невинность и чистоту. Соотношение ширины флага к его длине 10:19.
Флаг менялся с течением времени в зависимости от числа штатов, составлявших Союз. Новая звезда добавляется к флагу 4 июля после вхождения в союз нового штата. Количество полос остаётся неизменным; единственное исключение — флаг 1795—1818 гг., когда вместе с двумя звёздами были добавлены ещё и 2 полосы (позже убранные).

## Дизайн

### Спецификация
Спецификация даёт следующие значения:
- Ширина флага: A = 1,0
- Длина флага: B = 1,9
- Ширина области звёзд: C = 0,5385 (A x 7/13, занимает семь полос)
- Длина области звёзд: D = 0,76 (B × 2/5, две пятых длины флага)
- E = F = 0,0538 (C/10, одна десятая ширины области звёзд)
- G = H = 0,0633 (D/12, одна двенадцатая длины области звёзд)
- Диаметр звезды: K = 0,0616 (L x 4/5)
- Ширина полосы: L = 0,0769 (A/13, одна тринадцатая ширины флага)

Эти спецификации содержатся в правительственном распоряжении, которое регулирует только флаги, сделанные для федерального правительства США. На практике, однако, практически все национальные флаги США соответствуют этой спецификации или близки к ней.

### Цвета
Флаг США примечателен тем, что синий цвет в нём намного темнее синего, используемого во флагах других государств. Официально данный оттенок синего именуется Navy Blue (Военно-морской синий). Это объяснимо с практической точки зрения: в XVIII в. ещё не было стойких красителей, и «нормальный» синий быстро выцветал бы до бледно-голубого; флаг же густого тёмно-синего цвета долго сохранял свои свойства. По той же причине красный на американском флаге также темнее красного на флагах других стран, хотя и не в такой степени. Точные оттенки красного, белого и синего, которые используются во флаге, определяются следующим образом:
| Цвет    | Standard Color Cards of America | В системе Пантон | Цвета в Web | RGB           |
| ------- | ------------------------------- | ---------------- | ----------- | ------------- |
| Красный | 70180                           | 193C             | #BB133E     | 177, 35, 50   |
| Белый   | 70001                           | Safe             | #FFFFFF     | 255, 255, 255 |
| Синий   | 70075                           | 281C             | #002664     | 0, 38, 100    |

## История

Версия британского красного кормового флага, использовавшаяся в американских колониях

Континентальный флаг

Первым флагом США считается Континентальный флаг, поднятый 3 декабря 1775 года лейтенантом Джоном Полом Джонсом на корабле «Альфред» в гавани Филадельфии. С 1776 года этот же флаг стал использоваться Континентальной армией.
Континентальный флаг представлял собой использовавшуюся в Британской Америке версию британского красного кормового флага с добавлением на него белых полос.
Флаг для «Альфреда» изготовила Маргарет Мэнни. Его полотнище состояло из 13 красных и белых равновеликих горизонтальных полос с британским флагом в крыже.
Хотя нет документальных доказательств, подтверждающих авторство рисунка первого звёздно-полосатого флага, историки, однако, полагают, что Фрэнсис Хопкинсон, чья подпись среди других стоит под Декларацией независимости, внёс изменения в дизайн уже существующего неофициального Континентального флага и он стал таким, каким мы его сейчас знаем. По преданию, первый американский флаг сшила швея из Филадельфии — Бетси Росс.
Несколько модификаций флага с 13 полосами использовались с 1776 по 1777 год, пока Конгресс не утвердил официальный флаг 14 июня 1777 года — теперь этот день отмечается как День флага. Постановление гласило: «Флаг тринадцати соединённых штатов состоит из 13 чередующихся полос красного и белого цвета и 13 белых звёзд на синем поле, представляющих новое созвездие». А Вашингтон объяснял дизайн по-своему: «Звёзды мы взяли с небес, красный цвет — цвет нашей родины, белые полосы, которые его разделяют, означают, что мы отделились от неё; эти белые полосы войдут в историю как символ свободы».
Впервые флаг был использован в сражении при Брендивайне 11 сентября 1777 года. А над иностранной территорией он был впервые поднят в начале 1778 года, и случилось это в Нассау на Багамских Островах, где американцы захватили британский форт. Имя «Старая слава» флаг получил 10 августа 1831 года — так его назвал капитан Уильям Драйвер.
Известен также так называемый «Флаг Сераписа» — первый флаг США, увиденный в Европе. В октябре 1779 года тот же Джон Пол Джонс поднял самодельный флаг над захваченным у англичан фрегатом «Серапис», чтобы голландские власти не могли обвинить его в пиратстве.
Флаг менялся 26 раз с того момента, как его впервые приняли 13 колоний. Наиболее долго — в течение 47 лет — использовался вариант флага с 48 звёздами, и только после 4 июля 2007 года нынешний 50-звёздный флаг побил этот рекорд.
50-звёздный флаг был принят в 1960 году по итогам открытого конкурса, в котором победил вариант 17-летнего школьника Роберта Хефта.

### Первый флаг
На момент подписания Декларации независимости, 4 июля 1776 года, Соединённые Штаты не имели официального национального флага. Флаг Великого Союза традиционно называют «Первым национальным флагом», хотя он никогда не имел какого-либо официального статуса, а использовался Джорджем Вашингтоном в Войне за независимость и послужил основой при разработке первого официального флага США.

### Эволюция флага
| №  | Число звёзд | Изображение | Штаты, представленные новыми звёздами | Даты использования            | Продолжительность в годах (месяцах) |
| -- | ----------- | ----------- | --- | ----------------------------- | ----------------------------------- |
| 0  | 0           |             | Флаг во время Войны за независимость, символизирующий отделение колоний от Великобритании                                                                       | 3 декабря 1775 — 14 июня 1777 | 1,5 (18)                            |
| 1  | 13          |             | Делавэр, Пенсильвания, Нью-Джерси, Джорджия, Коннектикут, Массачусетс, Мэриленд, Южная Каролина, Нью-Гэмпшир, Виргиния, Нью-Йорк, Северная Каролина, Род-Айленд | 14 июня 1777 — 1 мая 1795     | 18 (215)                            |
| 2  | 15          |             | Вермонт, Кентукки | 1 мая 1795 — 3 июля 1818      | 23 (278)                            |
| 3  | 20          |             | Теннесси, Огайо, Луизиана, Индиана, Миссисипи | 4 июля 1818 — 3 июля 1819     | 1 (12)                              |
| 4  | 21          |             | Иллинойс | 4 июля 1819 — 3 июля 1820     | 1 (12)                              |
| 5  | 23          |             | Алабама, Мэн | 4 июля 1820 — 3 июля 1822     | 2 (24)                              |
| 6  | 24          |             | Миссури | 4 июля 1822 — 3 июля 1836     | 14 (168)                            |
| 7  | 25          |             | Арканзас | 4 июля 1836 — 3 июля 1837     | 1 (12)                              |
| 8  | 26          |             | Мичиган | 4 июля 1837 — 3 июля 1845     | 8 (96)                              |
| 9  | 27          |             | Флорида | 4 июля 1845 — 3 июля 1846     | 1 (12)                              |
| 10 | 28          |             | Техас | 4 июля 1846 — 3 июля 1847     | 1 (12)                              |
| 11 | 29          |             | Айова | 4 июля 1847 — 3 июля 1848     | 1 (12)                              |
| 12 | 30          |             | Висконсин | 4 июля 1848 — 3 июля 1851     | 3 (36)                              |
| 13 | 31          |             | Калифорния | 4 июля 1851 — 3 июля 1858     | 7 (84)                              |
| 14 | 32          |             | Миннесота | 4 июля 1858 — 3 июля 1859     | 1 (12)                              |
| 15 | 33          |             | Орегон | 4 июля 1859 — 3 июля 1861     | 2 (24)                              |
| 16 | 34          |             | Канзас | 4 июля 1861 — 3 июля 1863     | 2 (24)                              |
| 17 | 35          |             | Западная Виргиния | 4 июля 1863 — 3 июля 1865     | 2 (24)                              |
| 18 | 36          |             | Невада | 4 июля 1865 — 3 июля 1867     | 2 (24)                              |
| 19 | 37          |             | Небраска | 4 июля 1867 — 3 июля 1877     | 10 (120)                            |
| 20 | 38          |             | Колорадо | 4 июля 1877 — 3 июля 1890     | 13 (156)                            |
| 21 | 43          |             | Северная Дакота, Южная Дакота, Монтана, Вашингтон, Айдахо | 4 июля 1890 — 3 июля 1891     | 1 (12)                              |
| 22 | 44          |             | Вайоминг | 4 июля 1891 — 3 июля 1896     | 5 (60)                              |
| 23 | 45          |             | Юта | 4 июля 1896 — 3 июля 1908     | 12 (144)                            |
| 24 | 46          |             | Оклахома | 4 июля 1908 — 3 июля 1912     | 4 (48)                              |
| 25 | 48          |             | Нью-Мексико, Аризона | 4 июля 1912 — 3 июля 1959     | 47 (564)                            |
| 26 | 49          |             | Аляска | 4 июля 1959 — 3 июля 1960     | 1 (12)                              |
| 27 | 50          |             | Гавайи | 4 июля 1960 — настоящее время | 65 (780)                            |

### Будущее флага
Пятьдесят первый штат — термин, которым называются территории, претендующие на то, чтобы получить статус штата США в дополнение к уже имеющимся пятидесяти штатам.
В Пуэрто-Рико существуют политические силы, добивающиеся включения США на правах штата; к примеру, на референдумах 2012, 2017 и 2020 годов жители острова высказались за вхождение в состав США в качестве 51-го штата. Таким образом, если Конгресс США примет соответствующее решение о вхождении Пуэрто-Рико в состав США в качестве штата, на флаге появится пятьдесят первая звезда.
8 ноября 2016 года параллельно с выборами президента жители округа Колумбия большинством голосов (за 86 % против 14 %) проголосовали за изменение статуса округа в штат. Если обе палаты парламента и Президент поддержат данное решение, на флаге появится ещё одна звезда.

## Использование флага
Флаг обычно поднят круглый год на большинстве общественных зданий. Частные лица также пользуются им круглый год, но особенно в гражданские праздники, такие как День памяти, День ветеранов, Президентский день, День флага и в День независимости.
Что запрещается делать с флагом
- приспускать в знак уважения к человеку или предмету, даже если флаги штатов, воинские знамёна и другие флаги приспускаются в их честь;
- поднимать (вывешивать) его крыжом вниз, за исключением подачи сигнала бедствия;
- поднимать (вывешивать) флаг так, чтобы он задевал что-либо расположенное под ним: землю, пол, воду, другие предметы;
- нести древко с флагом горизонтально (флаг всегда должен нестись под углом);
- поднимать (вывешивать) флаг таким образом, чтобы он мог повредиться или испачкаться;
- писать и рисовать что-либо на флаге;
- заворачивать что-либо во флаг;
- использовать в качестве одежды, постельного белья и драпировок, как часть костюма или спортивной формы (в то же время изображение флага может быть пришито к форме военных, полицейских и пожарных, а также членов патриотических организаций, включая детские, а также к некоторым видам спортивной формы);
- использовать флаг для рекламы и продвижения товаров;
- печатать его изображение на салфетках, коробках и других предметах одноразового использования.

### Правила обращения и вывешивания флага
Публичный Закон 94-344, известный как Кодекс флага США, определяет правила обращения и вывешивания государственного флага США. В то время как федеральное законодательство не предусматривает никаких наказаний за неправильное использование флага, каждый штат имеет свой собственный закон о флаге и может подвергать нарушителей наказанию. Федеральное законодательство ясно формулирует, что флаг является важным государственным символом. В ответ на решение Верховного Суда о признании неконституционным запрета сжигания флага законодательствами штатов Конгресс принял в 1989 году Акт в защиту флага. В нём говорится, что любой, кто умышленно оскверняет флаг, может быть оштрафован и/или лишён свободы сроком до одного года. Однако этот акт был оспорен в 1990 году Верховным Судом, который вынес решение, что он нарушает свободу слова, гарантированную Первой поправкой к Конституции США.

### Места постоянного вывешивания

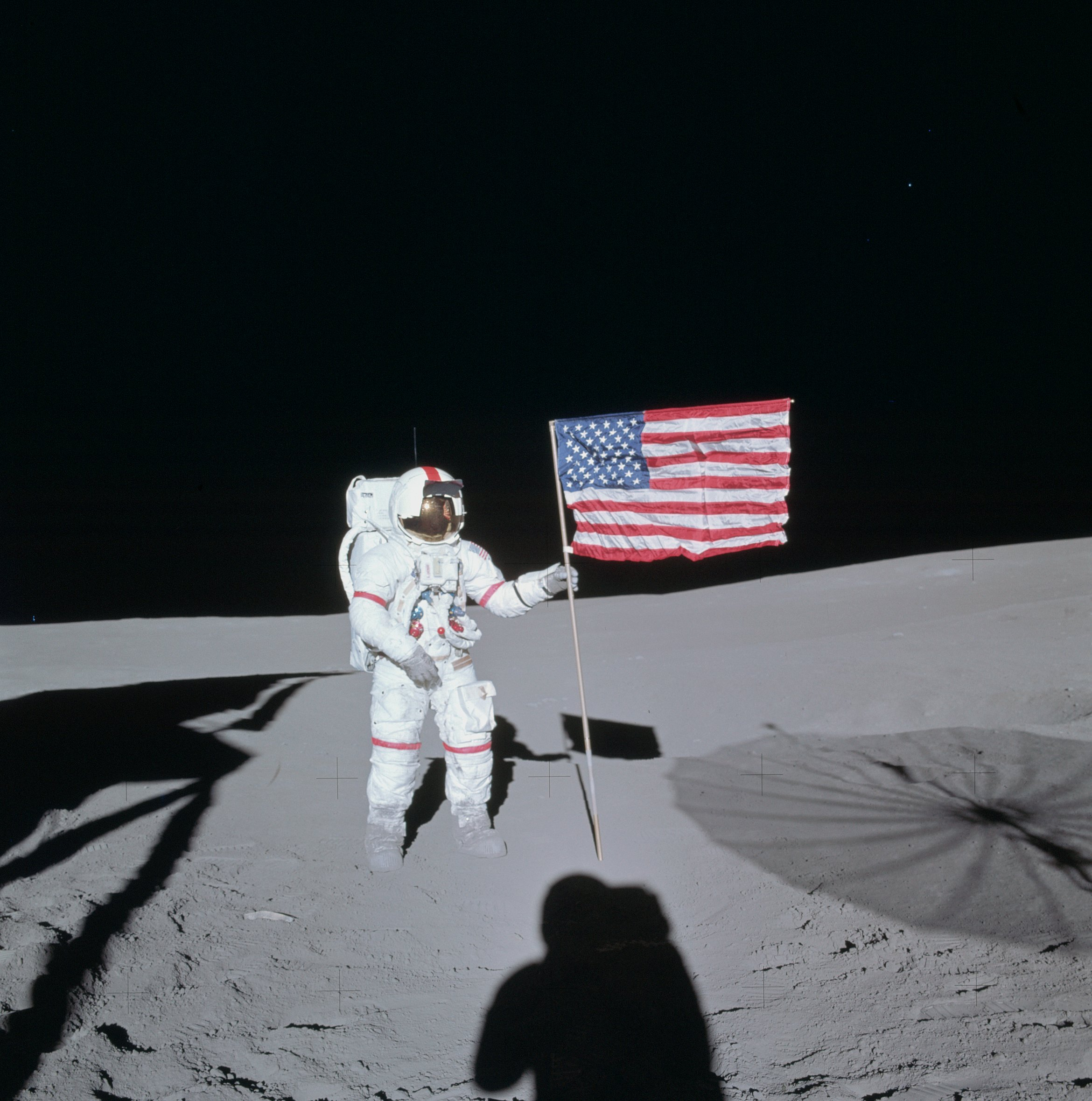
Астронавт Алан Шепард поднимает флаг Соединённых Штатов на поверхности Луны во время миссии Аполлон-14

В соответствии с президентским провозглашением, постановлениями конгресса и обычаем, флаг США постоянно вывешен в определённых местах:
- Точные копии Star Spangled Banner Flag (15 звёзд, 15 полос) установлены в двух местах в Балтиморе, Мэриленд: Fort McHenry National Monument and Historic Shrine[11] и Flag House Square[12].
- Мемориал Корпуса морской пехоты США (Водружение флага над Иводзимой), Арлингтон, Виргиния[13].
- Лексингтон Грин, Лексингтон, Массачусетс[14].
- Белый дом, Вашингтон[15].
- 50 экземпляров флага США постоянно подняты у Монумента Вашингтону[16].
- У таможенной службы[англ.] в пунктах въезда, которые постоянно открыты[17].
- Рядом с Национальной мемориальной аркой (англ. National Memorial Arch) в национальном парке Вэлли Фордж (Пенсильвания)[18].
- Карьер известняка горы Словер (Colton Liberty Flag), Колтон, Калифорния. Первый подъём 4 июля 1917 года[19].
- Место зимовки армии Вашингтона в Мидлбруке (англ. Middlebrook encampment) (Нью-Джерси). В этом месте по распоряжению Конгресса постоянно поднят флаг с 13 звёздами. По некоторым данным, именно здесь впервые был поднят официальный флаг США[20].
- Флаг времён Гражданской войны (образца 1863 года) постоянно поднят над залом Пенсильвании[англ.] (Old Dorm) в колледже Геттисберга[англ.]. Это здание несколько раз переходило из рук в руки в ходе битвы при Геттисберге, выступая в качестве наблюдательного пункта и полевого госпиталя. Вопреки расхожему мнению, специального постановления Конгресса относительно флага над этим зданием не существует[21].
- Обычай предписывает ещё несколько мест, где флаг должен быть постоянно поднят. Это дом в Мэриленде, где родился и был похоронен Фрэнсис Скотт Ки; военный мемориал в Вустере, Массачусетс; площадь города Таос, Нью-Мексико (с 1861); Капитолий (с 1918); кладбище Маунт Мориа[англ.]) в Дедвуде[англ.] (Южная Дакота).
- На Южном полюсе, а также среди находящихся рядом флагов, отмечающих церемониальный полюс.
- Поверхность Луны: флаги были помещены туда астронавтами кораблей Аполлон-11, Аполлон-12, Аполлон-14, Аполлон-15, Аполлон-16 и Аполлон-17. Правда, установленный экипажем Аполлона-11 флаг был опрокинут выхлопом при взлёте корабля на лунную орбиту[22].

### Особые дни для вывешивания
Флаг вывешивается в следующие дни:
- Январь: 1 (Новый год) и 20 (день инаугурации)
- Февраль: 12 (день рождения Авраама Линкольна) и 3-й понедельник (Президентский день, изначально — день рождения Джорджа Вашингтона)
- Май: 3-я суббота (День вооружённых сил)
- Июнь: 14 (День флага[англ.])
- Июль: 4 (День независимости)
- Сентябрь: 1-й понедельник (День Труда) и 17 (День конституции)
- Октябрь: 2-й понедельник (День Христофора Колумба) и 27 (День военно-морского флота)
- Ноябрь: 11 (День ветеранов) и 4-й четверг (День благодарения)
- и любые другие дни, которые могут быть объявлены Президентом США; дни рождения штатов; и на государственные праздники.

### Вывешивания приспущенного флага
На федеральных государственных учреждениях флаг должен быть приспущен наполовину в следующие дни:
- 15 мая — День памяти блюстителей порядка[англ.]
- Последний понедельник в мае — День памяти (до полудня)
- 27 июля — День ветеранов корейской войны
- 11 сентября — День патриота (память о жертвах террористических актов 11 сентября 2001 года)[23]
- 7 декабря — День памяти Перл-Харбора
- На 30 дней — смерть президента или бывшего президента
- На 10 дней — смерть вице-президента, председателя Верховного суда (как действующего, так и находящегося в отставке) или спикера Палаты представителей
- От смерти до дня погребения — член Верховного суда, член правительства, бывший вице-президент, временный председатель Сената, лидеров партии большинства или меньшинства Сената и Палаты представителей. Также для федеральных учреждений в пределах государства или территории, для губернатора.
- На следующий день после смерти — сенаторов, членов Конгресса, территориальных делегатов или комиссар-резидентов в Содружестве Пуэрто-Рико.

### Правильное сворачивание для хранения

Сворачивание флага США

Хотя это не является частью официального Кодекса флага, в соответствии с военным обычаем, если флаг не используется, то он должен быть свёрнут в треугольную форму (у Филиппин, бывших американской территорией, также есть такой обычай при складывании своего флага). Флаг сворачивается следующим образом (см. анимированную иллюстрацию справа):

### Ритуалы
Каждое утро школьники и воспитанники детских садов на всей территории США под руководством и при непосредственном участии учителей или воспитателей произносят Клятву верности флагу США (несмотря на то, что Верховный суд США ещё в 1943 году постановил, что детей нельзя принуждать к прочтению клятвы). Из практики окружного федерального суда в Сан-Франциско также известно, что когда клятву зачитывали в классной комнате, ученице, отказавшейся произносить требуемые слова, был предложен «неприемлемый выбор между участием и выражением протеста».
В то же время известно, что практика применения ритуала весьма разнообразна. Так, например, в штате Техас кроме клятвы верности американскому флагу произносится аналогичная клятва верности флагу штата Техас. В штате Миссури школьники произносят клятву не каждый день, а раз в неделю, а в штате Миссисипи — раз в месяц.
Из пятидесяти американских штатов в тридцати трёх клятва верности законодательно утверждена к произнесению, причём в одиннадцати из них произносится изначальный вариант клятвы, где Бог не упоминается. В шести штатах клятва к произнесению не рекомендована, а в остальных одиннадцати — администрация каждой школы решает этот вопрос самостоятельно.

### Сожжение флага

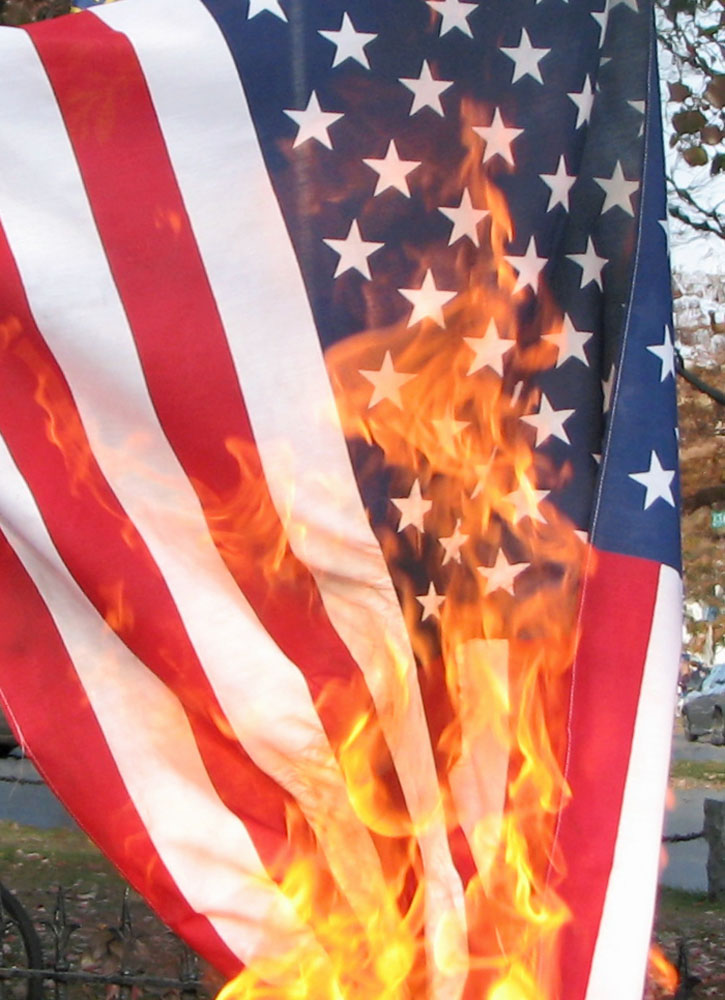
Сожжение флага США во время демонстрации

В числе ритуалов, связанных с флагом США, также следует отметить распространённую в США практику публичного сожжения флага в знак протеста против чего-либо. Споры о правомерности таких действий ведутся в США несколько десятилетий.
Распространение практика сожжения флага получила в США в период массовых протестов против войны во Вьетнаме в конце 60-х гг. XX века. В 1968 году в США был принят федеральный закон, предписывающий уважение к флагу США. Аналогичные законы были приняты в большинстве штатов. Однако, в 1989 году Верховный суд США в своём решении по делу «Техас против Джонсона» постановил, что сжигание флага как форма выражения протеста гарантировано Первой поправкой к Конституции США, и следовательно все законы, запрещающие подобные действия, неконституционны.
В том же году Конгрессом США был принят новый закон о защите флага. Однако год спустя Верховный Суд, рассмотрев апелляции осуждённых за нарушение этого закона, объявил этот закон противоречащим конституции.
С тех пор защитники флага пытаются обойти указанное постановление Верховного суда путём принятия новой поправки к Конституции, специально посвящённой защите флага США от неуважительных действий. За прошедшие годы проект такой поправки вносился на рассмотрение Конгресса не менее 12 раз. Однако принята эта поправка до сих пор не была.